# Stazione di Graniti
La stazione di Graniti era una fermata ferroviaria posta al km 7+663 della Ferrovia Alcantara-Randazzo.

## Storia
La stazione venne aperta al servizio pubblico contestualmente alla linea nel 1959. Nonostante fosse stata costruita atta ad incroci e precedenze fu presenziata sin dall'inizio da apposito agente di custodia con funzioni limitate alla eventuale vendita di biglietti ma non attivata ai fini del movimento treni. Dalla metà degli anni ottanta la stazione divenne del tutto impresenziata, pur mantenendo il servizio merci e bagagli; in seguito anche questo servizio venne abolito. Chiusa definitivamente nel 2002 fu soppressa con il DM 389 con cui veniva autorizzata la dismissione definitiva della linea e delle sue infrastrutture.

## Strutture e impianti
La stazione consisteva di un fabbricato viaggiatori a due elevazioni e servizi adiacenti, un magazzino merci munito di piano caricatore e sagoma limite e un ampio piazzale tuttavia mai entrati in funzione; il servizio viaggiatori e merci a piccole partite o collettame si svolgeva interamente sul binario di corretto tracciato.

## Movimento
Nella stazione effettuavano fermata tutti i treni di automotrici provenienti da Taormina-Giardini per Randazzo e viceversa.